# Hellbound
Hellbound (originaltitel: Jiok) är en sydkoreansk skräck - och dramaserie som hade premiär på strömningstjänsten Netflix den den 19 november 2021. Första säsongen består av 6 avsnitt. Seriens andra säsong planerad att ha premiär under 2024.

## Handling
Serien kretsar kring varelser från en annan värld skapar som kaos och skickar människor till helvetet, som får den religiösa gruppen The New Truth att växa i inflytande.

## Rollista (i urval)
- Yoo Ah-in - Jeong Jin-soo
  - Park Sang-hoon - Jeong Jin-soo, som ung
- Kim Hyun-joo - Min Hye-jin
- Park Jeong-min - Bae Young-jae
- Won Jin-ah - Song So-hyun
- Yang Ik-june - Jin Kyeong-hoon
- Kim Shin-rok - Park Jeong-ja
- Lee Re - Jin Hee-jeong